# Sherifa Jameson
Sherifa Jameson (23 december 1996) is een Surinaams badmintonster.

## Carrière
In 2011 ging ze mee als reserve bij de jeugd voor de Carebaco Games op Barbados. In hetzelfde jaar nam ze in het damesdubbel deel aan de Suriname International. Hier werd ze met Santusha Ramzan uitgeschakeld door het Turkse team.
In 2012 bleef ze tijdens het Masters Invitatietoernooi van badmintonclub New Stenov in de achtste finales steken tijdens het duel tegen Crystal Leefmans. Leefmans zette een paar partijen later het toernooi op haar naam. Later dat jaar speelde ze in een dubbel met Leefmans tijdens het Lilian Bendter Memorial Toernooi. Het duo kwam hier als sterkste uit de bus. Tijdens de Carebaco Games in 2012 in de Dominicaanse Republiek behaalde ze samen met Kristi Reno-Singh brons in het damesdubbel U-17. Met Quennie Pawirosemito werd ze in 2012 vroeg uitgeschakeld tijdens het damesdubbel van de Suriname International. In 2013 werd ze tijdens het Suriname International Easter Tournament met Patrick Vigelandzoon tweede in het gemengd dubbel.
Tijdens de Suriname International van 2016 behaalde ze met het dubbelspel met Anjali Paragsingh de tweede plaats. Op hetzelfde toernooi bereikte ze met Alroy Toney de achtste finale in het gemengd dubbel. Met Caroline Jameson werd ze winnaar van het damesdubbel tijdens het Surinaamse kampioenschap. In 2017 behaalde ze met Carolyne Jameson brons tijdens de Suriname International.